# Cork Harbour SPA
Cork Harbour SPA este o arie protejată (arie de protecție specială avifaunistică — SPA) din Irlanda întinsă pe o suprafață de 2.676,73 ha, integral pe uscat.

## Localizare
Centrul sitului Cork Harbour SPA este situat la coordonatele 51°52′52″N 8°17′16″W / 51.881197°N 8.287859°V.

## Înființare
Situl Cork Harbour SPA a fost declarat arie de protecție specială avifaunistică în iulie 2021 pentru a proteja 35 de specii de animale.

## Biodiversitate
Situată în ecoregiunea atlantică, aria protejată nu include niciun habitat protejat.
La baza desemnării sitului se află mai multe specii protejate de  păsări (35): rață sulițar (Anas acuta), rață lingurar (Anas clypeata), rață pitică (Anas crecca), rață fluierătoare (Anas penelope), rață mare (Anas platyrhynchos), rață pestriță (Anas strepera), pietruș (Arenaria interpres), rață-cu-cap-castaniu (Aythya ferina), rața moțată (Aythya fuligula), Bucephala clangula, fugaci de țărm (Calidris alpina), Calidris canutus, prundaș gulerat mare (Charadrius hiaticula), lebădă de iarnă (Cygnus cygnus), lișiță (Fulica atra), scoicar (Haematopus ostralegus), pescăruș sur (Larus canus), pescăruș negricios (Larus fuscus), pescăruș râzător (Larus ridibundus), sitar de mal nordic (Limosa lapponica), sitar de mâl (Limosa limosa), Mergus serrator, culic mare (Numenius arquata), cormoran mare (Phalacrocorax carbo), bătăuș (Philomachus pugnax), ploier auriu (Pluvialis apricaria), ploier argintiu (Pluvialis squatarola), corcodel mare (Podiceps cristatus), chiră de baltă (Sterna hirundo), călifar alb (Tadorna tadorna), fluierar negru (Tringa erythropus), fluierar cu picioare verzi (Tringa nebularia), fluierarul de zăvoi (Tringa ochropus), fluierarul cu picioare roșii (Tringa totanus), nagâț (Vanellus vanellus).
Pe lângă speciile protejate, pe teritoriul sitului au mai fost identificate 3 specii de păsări.